# Villa romana di Littlecote
La villa romana di Littlecote (in inglese Littlecote Roman Villa) è stata una villa gentilizia del periodo romano che si trova all'interno del parco di Littlecote House, nel villaggio e parrocchia civile di Ramsbury nella contea del Wiltshire, Sud Ovest dell'Inghilterra, Regno Unito. Risale al I secolo ed è considerato un sito di interesse dall'English Heritage per il suo particolare valore storico e architettonico.  

## Storia

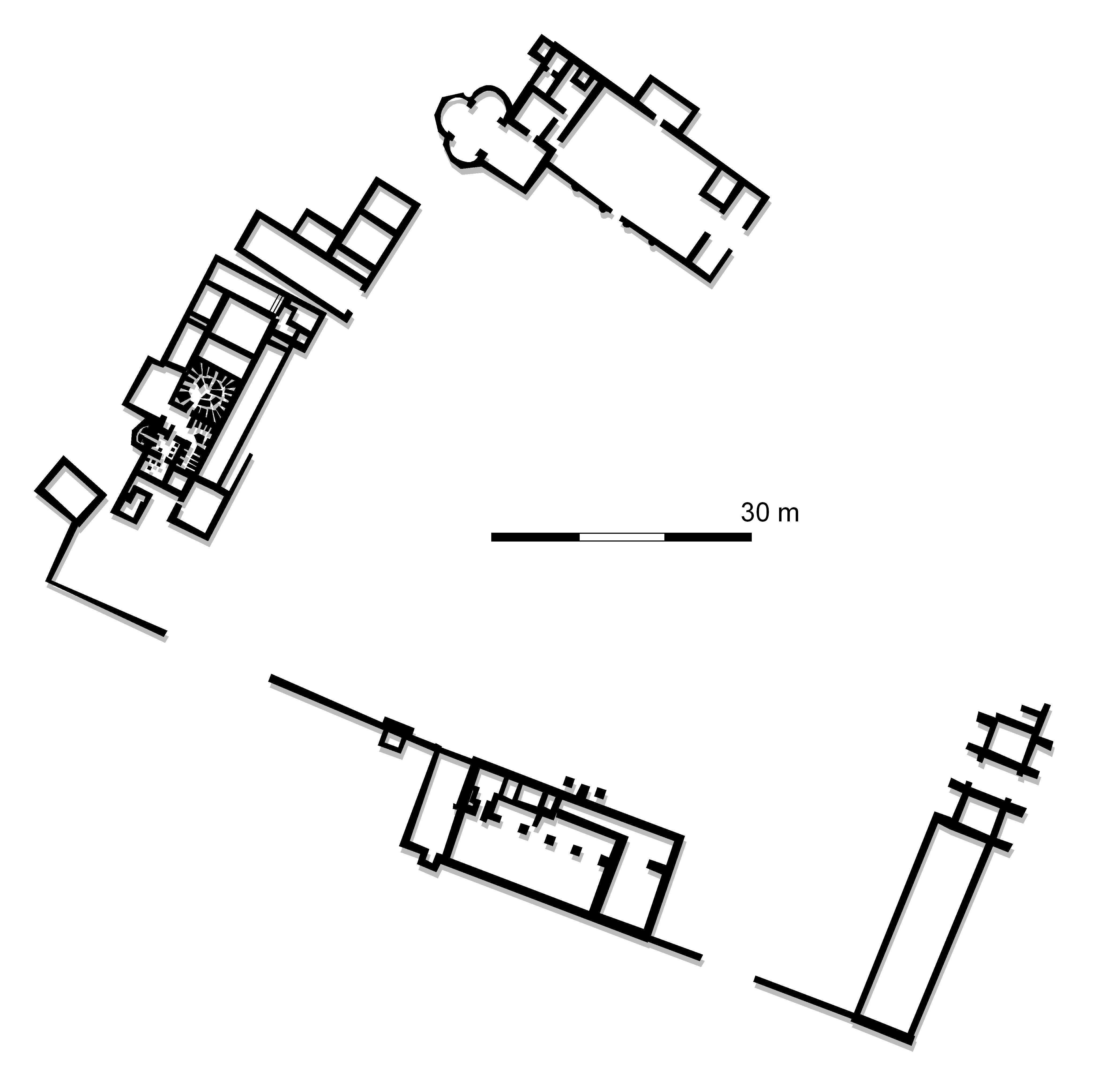
Pianta che ricostruisce la disposizione della villa

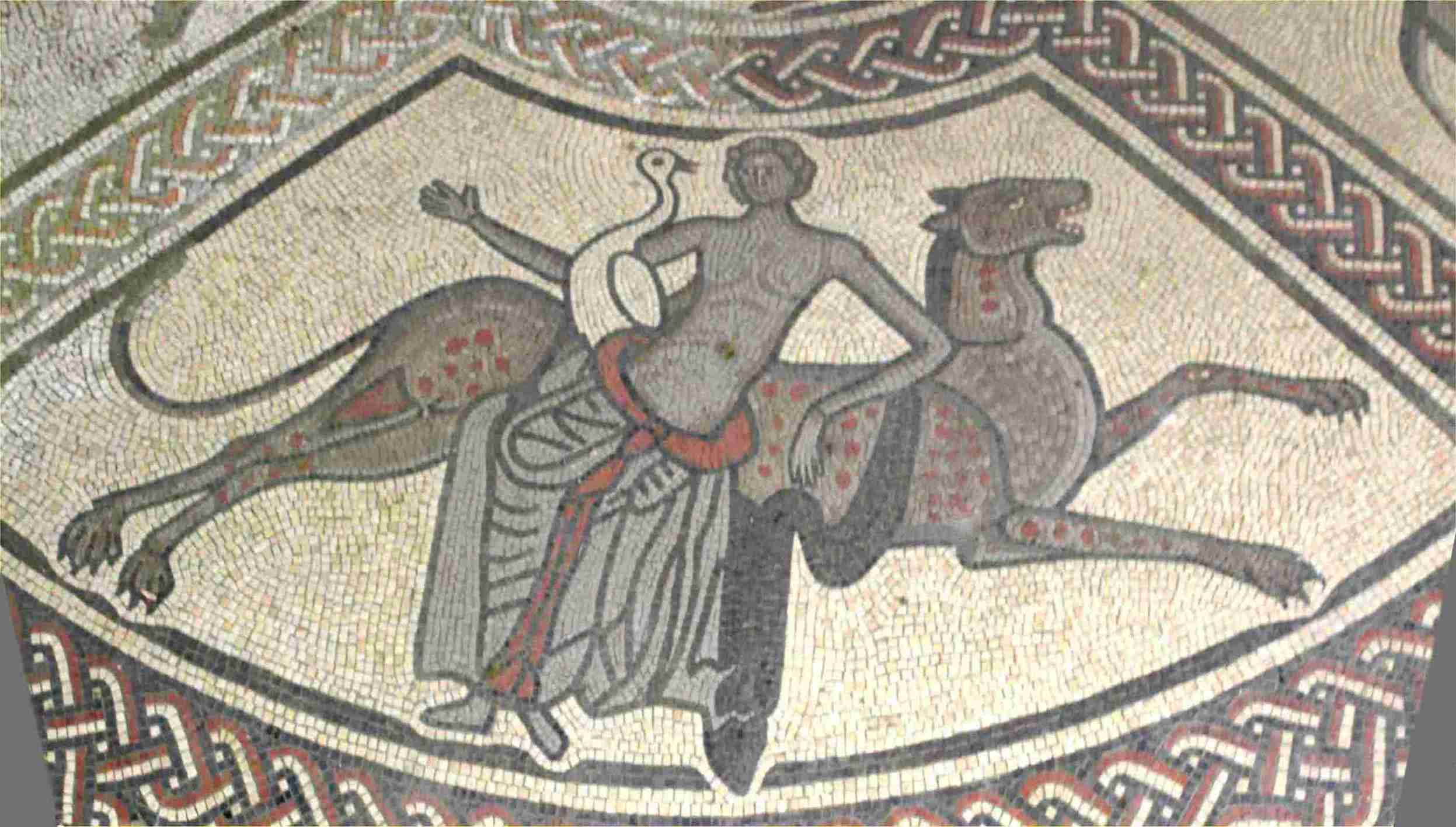
Parte del mosaico sul pavimento che ha come soggetti un cavallo, un uomo e un uccello

La Britannia fu annessa all'Impero romano con l'invasione del 43 d.C., guidata dall'imperatore Claudio. Nei secoli successivi la Britannia ebbe un periodo di prosperità sotto l'influenza romana e nel territorio la cultura di origine mediterranea iniziò ad affermarsi. In quel periodo si svilupparono importanti centri amministrativi tra cui Calleva a est, Venta a sud, Corinium a nord-ovest e Aquae Sulis a ovest. Un centro minore vicino fu Cunetio. La rete di strade romane si estendeva in tutto il territorio. Una strada importante univa Calleva Atrebatum a Spinis, proseguiva in direzione ovest-nordovest fino a Durocornium e poi a Corinium. Un suo ramo si staccava dal percorso per dirigersi a ovest attraverso la valle del Kennet fino a Cunetio e poi ad Aquae Sulis. La strada si ritiene che proseguisse attraverso Chilton Foliat e Ramsbury fino ad Axford prima di raggiungere Cunetio, quindi attraversava il sito romano di Littlecote, sulla riva sud del fiume Kennet. La strada era larga circa 7,3 metri, lastricata con ghiaia e con fossati laterali poco profondi. Potrebbe essere stata costruita dagli ingegneri militari della Legio II Augusta nei primissimi anni dell'occupazione e fu abbandonata quando si scoprì che era preferibile il percorso a nord del fiume. Oltre alle strade vennero costruite fortificazioni, infrastrutture a case come nella zona di Ramsbury. 
Molte di queste costruzioni furono finanziate da ricchi britannici, membri delle classi terriere locali, che costruirono grandi dimore nello stile della Roma imperiale. La loro ricchezza era legata alla terra che sosteneva le colture e l'allevamento del bestiame. Gradualmente vennero costruite residenze sempre più importanti e il modello di edificio precedente, la casa circolare celtica, fu poco a poco sostituto da grandi residenze coloniche chiamate ville. I proprietari più ricchi potevano permettersi arricchimenti e comodità sino ad allora non in uso, come bagni, riscaldamento a pavimento e pavimenti a mosaico. La villa di Littlecote è un esempio di queste ville. In origine venne costruito un bastione con palizzata in legno su un'ansa guadabile del fiume che racchiudeva un piccolo insediamento, probabilmente militare. Questo divenne un piccolo fortino sulla strada militare che doveva proteggere l'attraversamento del fiume Kennet, che era anche una importante via di trasporto fluviale. La presenza di soldati per la sua guarnigione fu necessaria fino alla conquista completa dell'area e il sito avrebbe potuto anche fungere da punto di raccolta per i prodotti destinati al sostentamento dell'esercito, facilitato anche dalla presenza del fiume per il loro trasporto. Questa prima fortificazione ebbe vita breve e in seguito fu smantellata e livellata. Intanto la strada est-ovest continuò a essere utilizzata per il traffico locale, ma non entrò mai a far parte della rete stradale principale.
Il sito passò nelle mani di una comunità agricola locale e vicino al fiume fu costruito un altro recinto scavato nel fossato con capanne circolari con pavimento in gesso, forni esterni per cucinare e un essiccatoio per il mais. Poi le capanne circolari, sul lato sud della strada, furono sostituite da un edificio rettangolare in legno, probabilmente residenziale. Un altro edificio rettangolare in legno, simile a un fienile, ospitava l'essiccatoio per il mais lungo il fiume, i serbatoi di fermentazione in legno e le macine rotanti. Probabilmente si trattava di un grande panificio rettangolare in legno, dotato di forni con pareti in argilla, serbatoi di malto in legno, contenitori per grano e macine in pietra, quindi è verosimile che vi si producesse non solo pane ma anche birra. A sud della strada, un edificio circolare con un ampio portico rivolto a est potrebbe essere stato un santuario. Intorno al 170 d.C. fu eretto il primo edificio in pietra e, nel corso dei due secoli successivi, furono apportate ulteriori modifiche, con la crescita di questo complesso essenzialmente agricolo. Gli edifici in legno a sud della strada furono sostituti da due costruzioni con pareti in selce (che costituiscono l'area occidentale dell'area archeologica). Il risultato fu una casa a due piani con bagno interno e, all'estremità settentrionale, un affumicatoio a torre per la stagionatura di pesce e carne. Un fossato scavato a nord-ovest dell'affumicatoio incorporava una vasca di raccolta per i pesci. Nell'area settentrionale, anche l'edificio in legno lungo il fiume fu modificato e fu costruito un piccolo ponte sul fossato stradale rifatto per consentire l'accesso ai carri. Continuò a funzionare come birrificio e panificio. Il canale allora adiacente all'estremità orientale, scavato nel fiume, avrebbe potuto ospitare imbarcazioni a basso pescaggio. Nel III secolo sembra che Cunetio e le campagne circostanti vivessero un periodo di prosperità e questo produsse alcune importanti modifiche apportate alla struttura della villa. Attorno al 190 d.C. fu costruita una cucina più grande sul retro dell'edificio sul suo lato occidentale. Circa nel 220 d.C. la stanza centrale fu dotata di un sistema a ipocausto, fu costruito un laconicum e la vasca fredda fu ricostruita con gradini per l'accesso, incorporandola nelle terme. Dietro la casa fu costruito un cottage indipendente e nella zona nord, il forno a legna fu demolito e fu costruito un fienile in pietra accanto al fiume. Un altro fienile in pietra fu costruito sul lato sud opposto del cortile. Nell'angolo sud-est dell'ampio cortile, un piccolo edificio con pavimento in gesso e un canale di scolo interno potrebbe essere stato una stalla. Continuando il periodo di pace e tranquillità vennero poi apportate ulteriori modifiche alla maggior parte degli edifici della villa. Tutte le stanze esterne e i corridoi del corpo occidentale furono demoliti e completamente ristrutturati. Le terme interne del corpo occidentale furono demolite e tutti gli ipocausti furono riempiti, creando una nuova serie di stanze dotate di pavimenti a mosaico. In quella fase storica erano presenti ali laterali con torri, collegate da una veranda al primo piano. La torre sud fu dotata di un nuovo ipocausto.
L'edificio rinnovato potrebbe essere stato pienamente utilizzato solo per pochi decenni poiché entro il 410 d.C. la Britannia si distaccò sempre più dall'Impero romano e la grande villa di Littlecote da quel momento sembra essere entrata in un periodo di graduale declino. L'officina e la sua ala domestica furono demolite, così come l'atrio d'ingresso, mentre il resto della struttura si avviava verso un generale degrado. Durante gli scavi archeologici sul sitosono stati rinvenuti oggetti in ceramica e manufatti anglosassoni del VI-VII secolo. Tra il XII e il XV secolo sul territorio si sviluppò un villaggio lineare medievale che si estendeva dal sito della villa romana a est, fino al sito della recente Littlecote House. Questi edifici del villaggio furono demoliti intorno al 1450, quando fu costruita Littlecote House e fu creato un parco di caccia. Negli anni tra il 1650 e il 1715, sui resti dell'estremità orientale dell'edificio romano in riva al fiume, un cottage in mattoni fu trasformato in una casa ben arredata, probabilmente il padiglione di caccia di Littlecote Park.
Storicamente la fase finale e più interessante della costruzione della villa si verificò intorno al 360 d.C., quando gli edifici precedenti furono in gran parte demoliti e il sito passò dall'essere una grande fattoria a diventare un complesso cerimoniale di grande dimensione. Dopo il suo abbandono il primo riferimento a un sito romano a Littlecote risale al 1727, quando William George, amministratore di Francis Popham (allora proprietario di Littlecote), scoprì per la prima volta il mosaico di Orfeo e lo descrisse come bellissimo. Dopo la scoperta e la registrazione, il mosaico e la villa furono risepolti e dichiarati dispersi. Nel 1976 la villa fu riscoperta e nell'aprile del 1978 il proprietario, Sir Seton Wills, diede vita a un progetto di ricerca a lungo termine, guidato da Bryn Walters. Peter de Savary continuò a sostenere gli scavi fino al loro completamento nel 1991. La riscoperta del sito ha rappresentato un catalizzatore per l'avvio di un progetto di scavo e conservazione unico nel suo genere. Il sito è stato insolitamente quasi completamente scavato tra il 1978 e il 1991, in un periodo di 13 anni. Ciò che è stato scavato non sono stati solo i resti di una villa, ma anche di un insediamento medievale, con edifici agricoli, fienili, officine, essiccatoi per il mais e sepolture. Sono stati recuperati migliaia di manufatti, tra cui ceramiche, spille e monete.

## Descrizione
L'English Heritage considera la villa romana di Littlecote un sito acheologico tutelato. Si trova nel parco di Littlecote House, ad est dell'abitato del villaggio e parrocchia civile di Ramsbury nella contea del Wiltshire, Sud Ovest dell'Inghilterra, Regno Unito.
Nel suo periodo di massima estensione e attività la villa passò dall'essere una grande fattoria a diventare un complesso cerimoniale dedicato al culto di Orfeo e Bacco, un culto che risaliva all'antica Grecia. La villa era diventata molto grande, coprendo più di un ettaro, ed era tra le più grandi della Britannia. Aveva circa 60 stanze, due bagni, numerosi pavimenti a mosaico e diversi ipocausti riscaldati. In particolare aveva un magnifico mosaico in una sala speciale dedicata all'antico eroe leggendario greco Orfeo. Il complesso rappresenta la più grande e meglio conservata villa romana ancora visibile in Gran Bretagna ed ospita ancora uno tra i più bei mosaici di Orfeo esposti in Gran Bretagna.
Gli scavi archeologici hanno permesso di recuperare migliaia di manufatti, tra cui ceramiche, spille e monete. Ciò che si può vedere sul sito sono i resti del complesso della villa a corte, così come si presentava dopo il restauro successivo agli scavi. Ciò che vediamo è principalmente il livello più basso degli edifici, al di sotto del livello del pavimento, come nelle fasi finali dell'occupazione romana. Gli edifici in origine erano molto alti, a più piani, fino a diversi metri di altezza in alcuni punti. Gli edifici avevano intonaci murali dai colori vivaci, soffitti a volta e mosaici. Le diverse ali del complesso della villa a corte furono costruite in tempi diversi e si evolsero nel corso del periodo romano. Il sito è visitabile.